# Gemma Gorga i López
Gemma Gorga i López (Barcelona, 10 de junio de 1968) es una profesora universitaria, poeta y traductora. 

## Trayectoria
Gorga es doctora en Filología Hispánica por la Universidad de Barcelona, trabaja como profesora en la Facultad de Filología y Comunicación de esta universidad.
Como poeta, ha participado en varios festivales, mesas redondas y lecturas en Estados Unidos, Eslovenia, Alemania, Polonia, Finlandia, Francia, Venezuela, Chile, India y Hong Kong. 
Con la obra Hi ha un país on la boira, publicada por Tushita, ganó la modalidad de ensayo de los Premios de la Crítica de los Escritores Valencianos, por la oportuna reflexión sobre la sociedad actual.

## Obra

### Poesía
- Ocellania. Barcelona: Parsifal, 1997.[3]
- El desordre de les mans. Lleida: Pagès, 2003. Prólogo de F. Parcerisas.
- Instruments òptics. València: Brosquil, 2005.[4]
- Libro de los minutos y otros poemas (Llibre dels minuts), Denes, 2009.[5][6]
- Diafragma. Girona: CCG, 2012 (en colaboración con el fotógrafo Joan Ramell).[7]
- Mur. Barcelona: Meteora, 2015.
- Viatge al centre: Godall, 2020.

### Ensayos
- La cuina natural. Salut, tradició i plaer a taula. Barcelona: Ara Llibres, 2004 (en colaboración con Antoni Lozano). Prólogo de N. Comadira.[3]
- Indi visible. Barcelona: Tushita, 2018. Colección «Quarteres», núm. 4.
- Hi ha un país on la boira. Barcelona: Tushita, 2021. Colección "Quarteres", núm. 8.

## Premios literarios
- Premio Cadaqués a Rosa Leveroni 1996 por Ocellania.[8]
- Finalista del Premio Màrius Torres 2002 por El desordre de les mans.
- Premio Gorgos de Poesía 2004 por Instruments òptics.[9]
- Premio Miquel de Palol 2006 por el Llibre dels minuts.
- VIII Premio Jordi Domènech de traducción de poesía por Vint esmorzars cap a la mort,, de Dilip Chitre.[10][11]
- XXX Premio Cavall Verd-Rafel Jaume de traducción de poesía 2013 por Vint esmorzars cap a la mort, de Dilip Chitre[12]
- Premio de la Crítica Catalana de Poesía 2016 por Mur.[10]
- Premio Liberisliber Lira 2016 por Mur.[13]
- Premio Liberisliber Piensa 2018 por Indi visible.[14]
- Finalista del Griffin Poety Prize 2022 (modalidad internacional) por Late to the House of Words (trad. de Sharon Dolin).
- XXXII Premios de la Crítica de los Escritores Valencianos (modalidad ensayo) por Hi ha un país on la boira.